# Ludomir Cieński
Ludomir Cieński (25. srpna 1822 Vikno – 21. února 1917) byl rakouský šlechtic a politik polské národnosti z Haliče, v 2. polovině 19. století poslanec Říšské rady.

## Biografie
Byl velkostatkářem v rodné obci Vikno (polsky Okno) v dnešním Horodenském rajónu západní Ukrajiny. Patřil do starobylého a vlivného polského šlechtického rodu. Jeho otcem byl Mikołaj Cieński, matkou Julia Dzierzkowska. Již jako mladý člověk se ujal správy rodového majetku. Zažil listopadové povstání roku 1831, krakovské povstání v roce 1846 i lednové povstání roku 1863. Během revolučního roku 1848 byl členem Národní gardy. Téhož roku se ve Lvově oženil s Magdalenou Jordanovou. Jedním z jejich dětí byl Spytek Stanisław Cieński, který později rovněž zasedal v rakouském parlamentu. Další syn Leszek Cieński zasedal na Haličském zemském sněmu a zemřel předčasně roku 1913. V politice byl aktivní i Tadeusz Cieński a Adolf Cieński.
V roce 1866 byl lvovskou komisí pro výjimečný stav jmenován komisařem v horodenském okrese. 16. prosince 1866 mu byl udělen Řád Františka Josefa.
Byl aktivní i v zákonodárných sborech. 1. února 1867 byl zvolen na Haličský zemský sněm za kurii venkovských obcí v obvodu Horodenka a Obertyn. Zemský sněm ho následně 2. března 1867 zvolil i do Říšské rady (tehdy ještě volené nepřímo) za kurii venkovských obcí v Haliči. Dopisem z 31. března 1870 pak rezignoval na mandát v rámci hromadné rezignace polských poslanců na protest proti ústavnímu směřování státu. Do Říšské rady se vrátil po doplňovacích volbách v roce 1878 za kurii velkostatkářskou v Haliči. Slib složil 10. prosince 1878.